# Ptomaphagus tenuicornis tenuicornis
Ptomaphagus tenuicornis tenuicornis é uma subespécie de insetos coleópteros polífagos pertencente à família Leiodidae.
A autoridade científica da subespécie é Rosenhauer, tendo sido descrita no ano de 1856.
Trata-se de uma subespécie presente no território português.